# 5-ös főút (Madagaszkár)
Az 5-ös főút 406 kilométer hosszúságú útvonala Ambilobe és Antalaha városokat köti össze egymással Madagaszkáron. Az útvonal Diana régiót kapcsolja össze Sava régióval. Az útvonal Ambilobe és Vohemar közötti részei burkolat nélküliek és rendkívül rossz állapotban vannak, főleg a nagyobb esőzéseket követően. Vohemar és Antalaha közt a főút burkolattal ellátott szakasza jó állapotú közút.

## Települések az út mentén
- Ambilobe (útelágazás a 6-os főút felé)
- Daraina
- Nosiarina
- Vohemar
- Sambava (útelágazás a 3-as főút felé)
- Antalaha

## Galéria

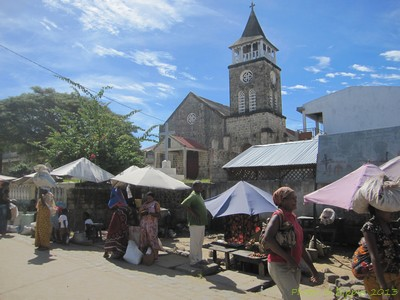
Ambilobe
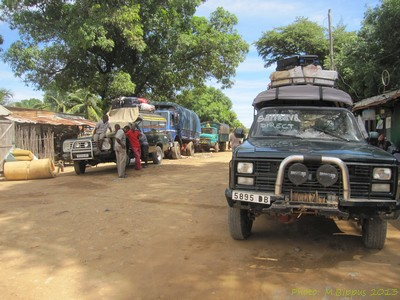
4x4 Bozóttaxik, melyek Ambilobe és Sava közt járnak
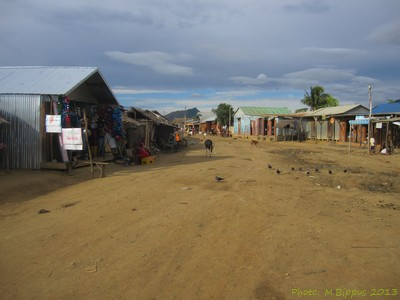
Daraina kereszteződés
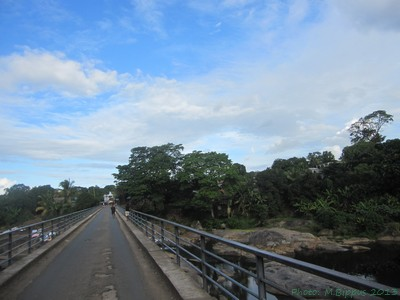
Az 5-ös főút Antsirabe Északnál
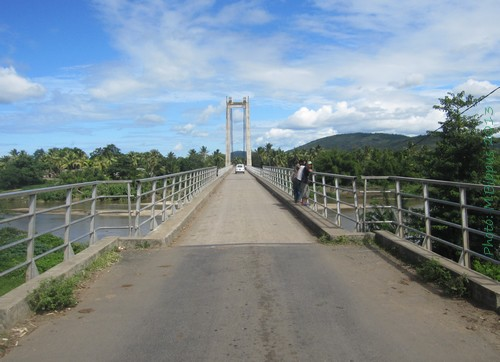
A Fanambana folyó hídja Fanambana településnél
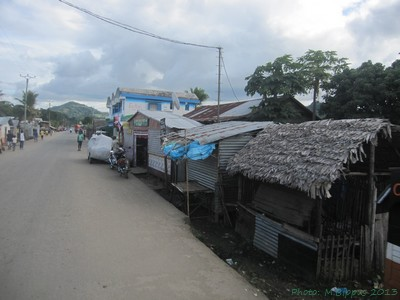
Ampanefena